# 겅쥔

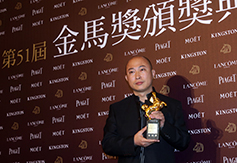

겅쥔(중국어: 耿军, 병음: Gěng Jūn, 한자음: 경군, 1976년 2월 4일 ~ )은 중화인민공화국의 영화 감독이다.

## 영화
- 추자련도도수습 (2014년)
- 경송+유쾨 (2017년)